# HEART OF SWORD ～夜明之前～
《HEART OF SWORD 〜夜明け前(夜明之前)〜》为T.M.Revolution在1996年11月11日发行的第三张单曲。销售方为索尼音乐娱乐(Sony Music Entertainment(Japan))。

## 概要
- 标题曲是富士电视台的动画《浪客剑心 -明治劍客浪漫譚-》的片尾曲。也是T.M.Revolution第一首动画歌曲。另外，歌曲名中的“HEART OF SWORD”直译过来是“剑之心”，代表着主人公“绯村剑心”。顺便一提，在动画版的主题曲中，《浪客剑心》的原作者和月伸宏最喜欢这首歌。
- 累计销售了約37万张。另外，在oricon排行榜上登场了46周，成为自己的单曲中最长的长期畅销单曲。
- 与浅仓大介一起在富士电视台的《HEY!HEY!HEY!MUSIC CHAMP》节目中首次演绎了此曲。在节目中，西川与主持人展开了激烈的论战，从中也充分表现出了西川的性格方面。
- 因为合作的缘分，西川在动画片正编中作为声优为炼（大蛇之炼）这一角色配音。
- 初发行时是8cm CD的规格。2009年3月25日，该单曲以12cm CD规格再发行，并且以Blu-Spec CD的形式收录在该日发行的《T.M.REVOLUTION SINGLE COLLECTION 96-99 -GENESIS-》BOX中。

## 收录曲
1. HEART OF SWORD 〜夜明け前〜
  - 作詞：井上秋緒　作曲･編曲:浅倉大介
2. IMITATION CRIME
  - 作詞：井上秋緒　作曲･編曲:浅倉大介
3. HEART OF SWORD 〜夜明け前〜(Original Backing Track)

## 相关内容
HEART OF SWORD 〜夜明け前〜
- 富士电视台的动画《浪客剑心-明治剣客浪漫譚-》的第三期片尾曲（28話-38話、43話-49話）。这首歌曲在动画放送时，原本计划作为片尾曲的时间只有三个月(28話-38話),但由于诸多事情，以“替换”的形式替换了原本的第四期片尾曲(43话开始)而再次被使用。

IMITATION CRIME
- 和《LIAR'S SMILE》(首张单曲《独裁 -monopolize-》的c/w曲，收录于首张专辑《MAKES REVOLUTION》)同样为在出道之前的LIVE上表演过的歌曲。

## 收录专辑
- restoration LEVEL→3（#1 ESPECIAL "MATT" Mix、#2）
- DISCORdanza Try My Remix 〜Single Collections（#1 Beat Run Beat U-Mix、#2 Sweet Milk K-Mix）
- B★E★S★T（#1）
- UNDER:COVER（#1）
- The Complete Single Collection of T.M.Revolution 1000000000000 -billion-（#1）
- UNDER:COVER 2（#2）
- るろうに剣心〜明治剣客浪漫譚〜ベスト・テーマ・コレクション（#1）
- るろうに剣心 Complete Collection（#1）
- 《るろうに剣心 -明治剣客浪漫譚-》COMPLETE CD・BOX（#1）